# Jacques Mimerel

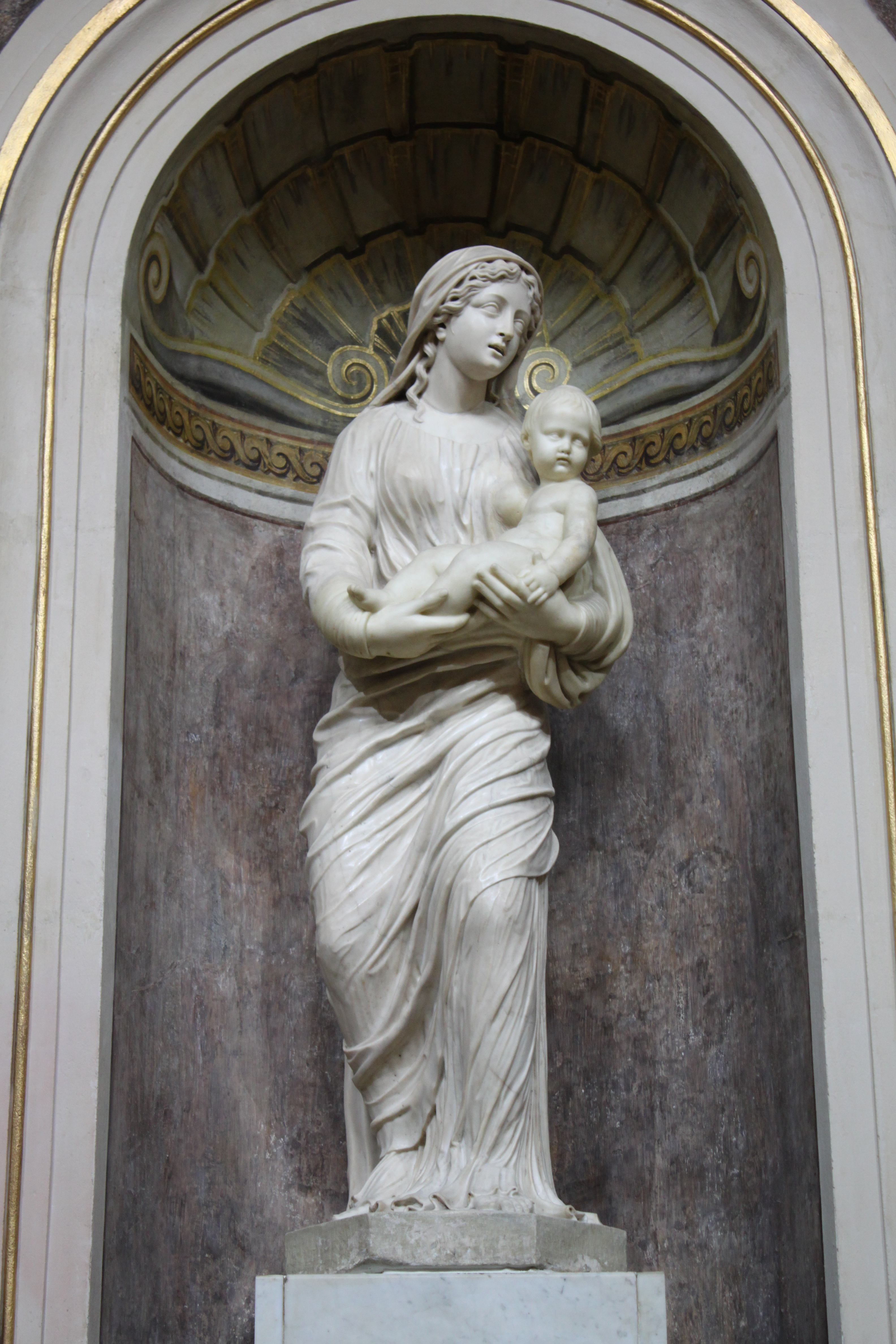
La Vierge à l'enfant de Jacques Mimerel dans la chapelle de l'Hôtel-Dieu de Lyon.

Jacques Mimerel est  sculpteur, architecte, graveur et fondeur de médailles français  travaillant à Lyon.
Il est né à Amiens, le 22 février 1608 et mort le 15 décembre 1675, à Lyon.

## Biographie
La famille Mimerel vit à Amiens. Jacques Mimerel est baptisé le 22 février 1608. Il est le fils de Jacques Mimerel, maître menuisier et de Jeanne Cholet.
Comme d’autres artistes au XVIIe siècle, il effectue le voyage à Rome, pour perfectionner sa formation. Après un bref séjour à Paris, il est présent à Lyon en 1639. Il est nommé sculpteur ordinaire de la ville, par délibération consulaire le 28 juillet 1654, en remplacement de Claude Warin (ou Claude Varin). Il habite alors un logement à l'hôtel de ville qu’il doit quitter l’année suivante, car en 1655, le Consulat supprime son emploi.
Mimerel est chargé des ouvrages de sculpture commandés par la ville, notamment celles qui décorent l’l’Hôtel de ville en construction. Il contribue aux décors éphémères pour les entrées solennelles à Lyon.
Il est architecte, il dessine et exécute la façade de la chapelle de l'Hôtel-Dieu à Lyon dont le portail baroque est de style Louis XIII.
On suppose qu’il a utilisé des plans venus de Rome, pour édifier l’église du couvent des Antonins, sur le quai Saint-Antoine à Lyon.
Médailleur et fondeur, il grave des médailles pour des événements comme le Grand Jubilé séculaire de Lyon de 1666, certaines sont conservées au  médaillier du Musée des Beaux-Arts de Lyon.
Mimerel est un artiste polyvalent. 
Jacques Mimerel est enterré dans l’église Saint-Pierre à Lyon, le 16 décembre 1675, étant mort la veille, dans sa maison proche la maison de ville, à l’âge de 70 ans. 
Son fils, Louis Mimerel est sculpteur comme son père, ainsi qu'un autre Louis Mimerel, son cousin germain.

## Œuvres
- 1651 : Quatre statues posées autour du bassin, dans la grande cour de l’hôtel de ville inspirées de la légende Acis et Galatée : Neptune, Galatée et Polyphème ont été remplacées car trop endommagés, Acis a disparu[11].

Statues remplaçant celles de Mimerel
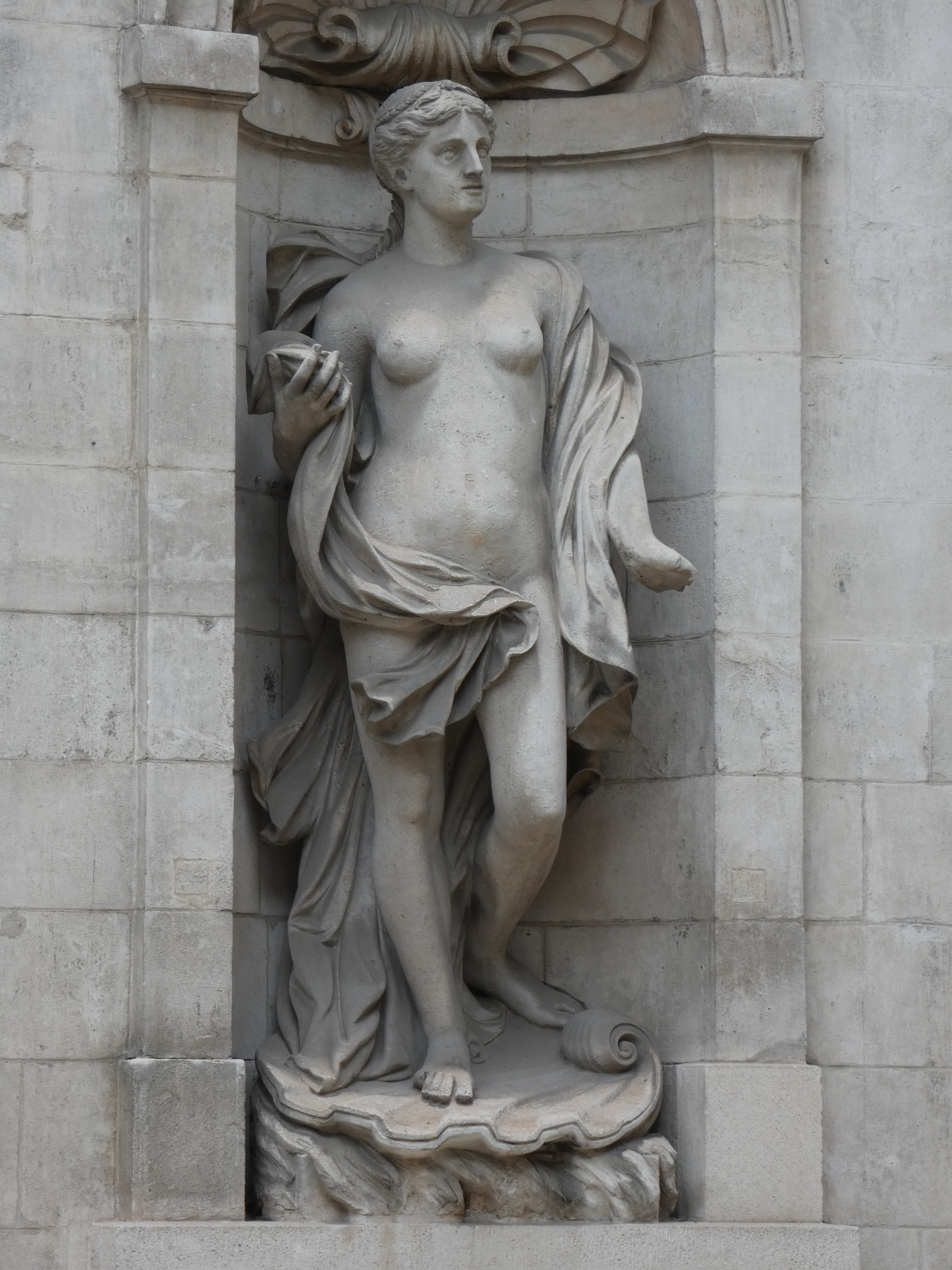
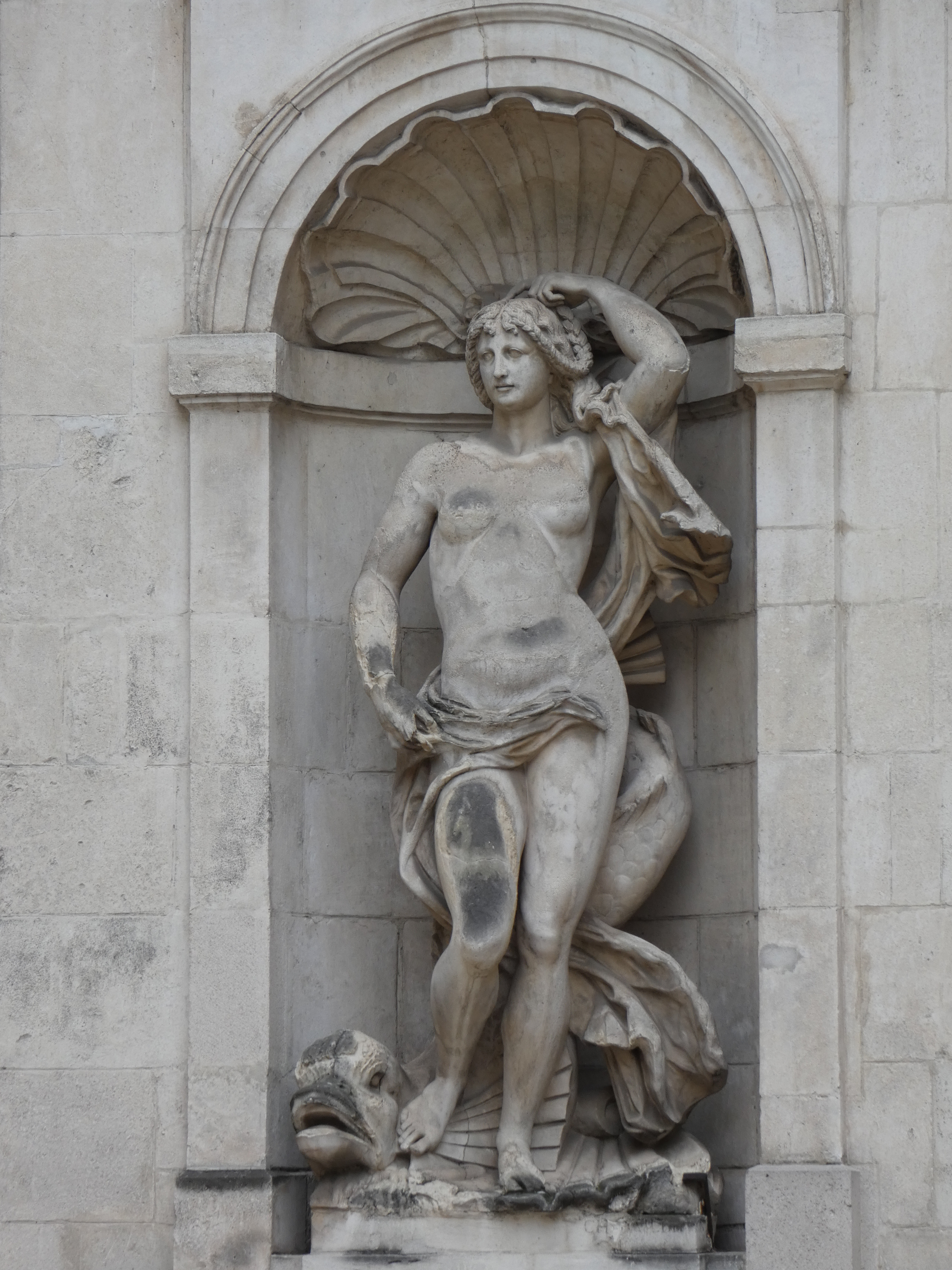
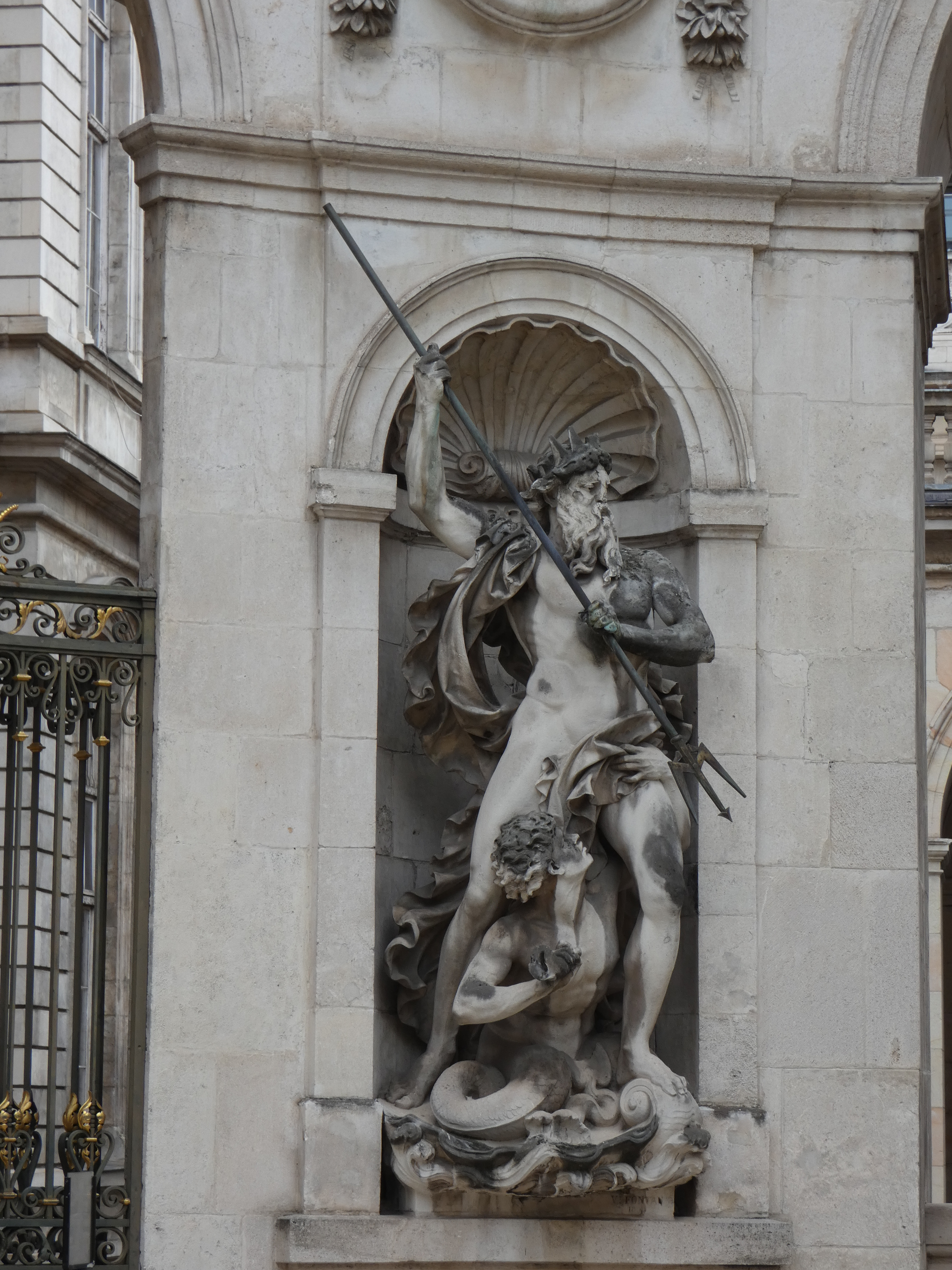
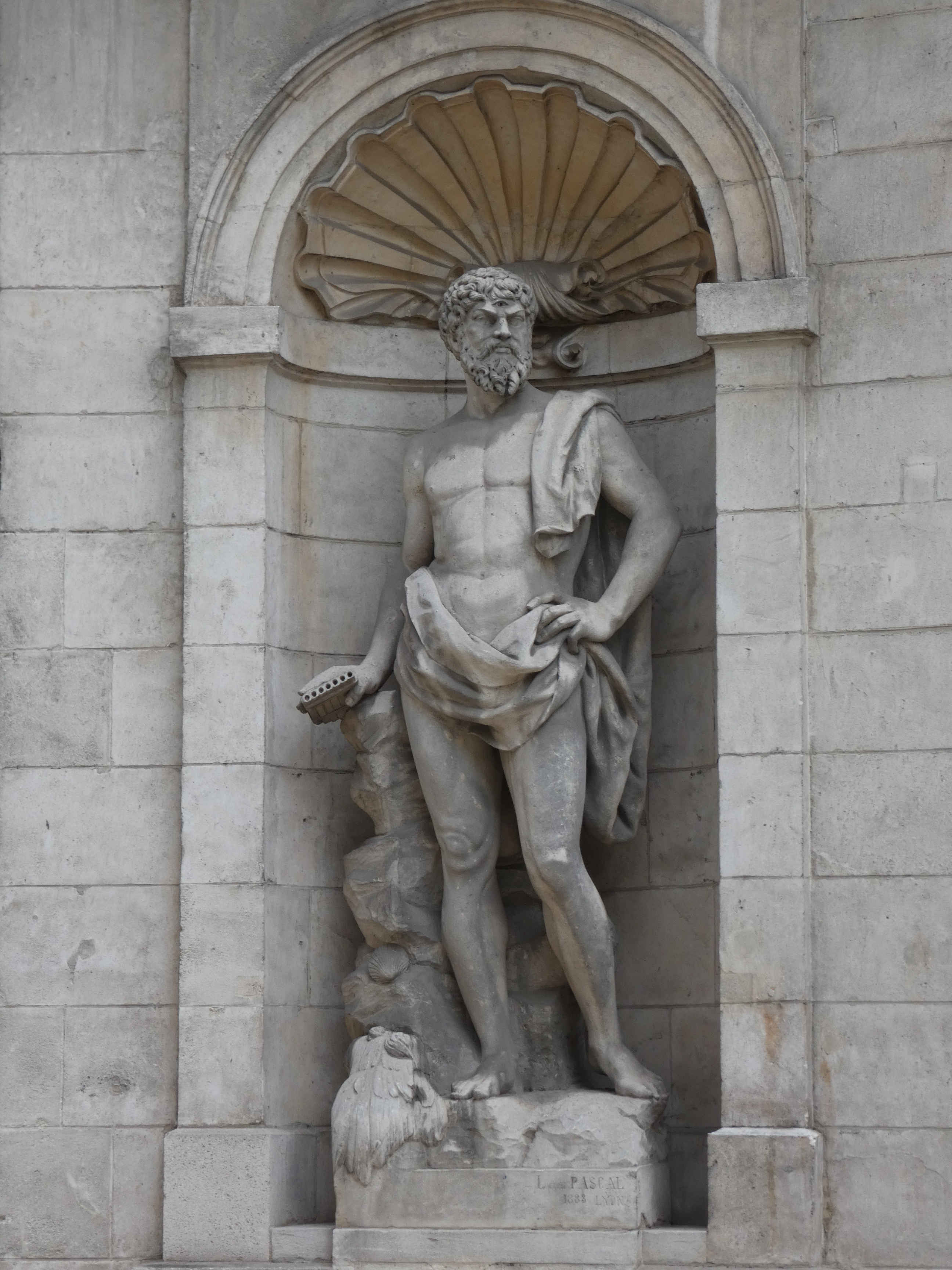

- Quatre statues de pierre représentant les quatre vertus pour la grande salle de l’hôtel de ville de Lyon.
- 1658 : Buste en marbre blanc[12] de Camille De Neufville, archevêque de Lyon, conservé au Musée des Beaux-Arts de Lyon[13].
- Médaille à l’effigie de son ami Germain Panthot, médaille à l’effigie de Charles Grolier, prévôt des marchands, médaille à l'effigie de Louis XIV[10].
- 1662 : Vierge à l’Enfant ou Notre-Dame de Paix, statue en marbre, actuellement dans la chapelle de l’Hôtel-Dieu à Lyon, installée à l'origine dans un édicule sur le pont de Saône[14].
- 1667 : Maître-autel en bronze de l’Abbaye d'Antonins à Saint-Antoine-l'Abbaye, en Isère[15].
- 1667 : Statues en bronze : deux lions sur le maître-autel de l’abbaye de Saint-Antoine-l'Abbaye[16], musée de Grenoble.
- 1668 : Mausolée de Saint-Antoine, dans l’abbaye de Saint-Antoine en Viennois[17].

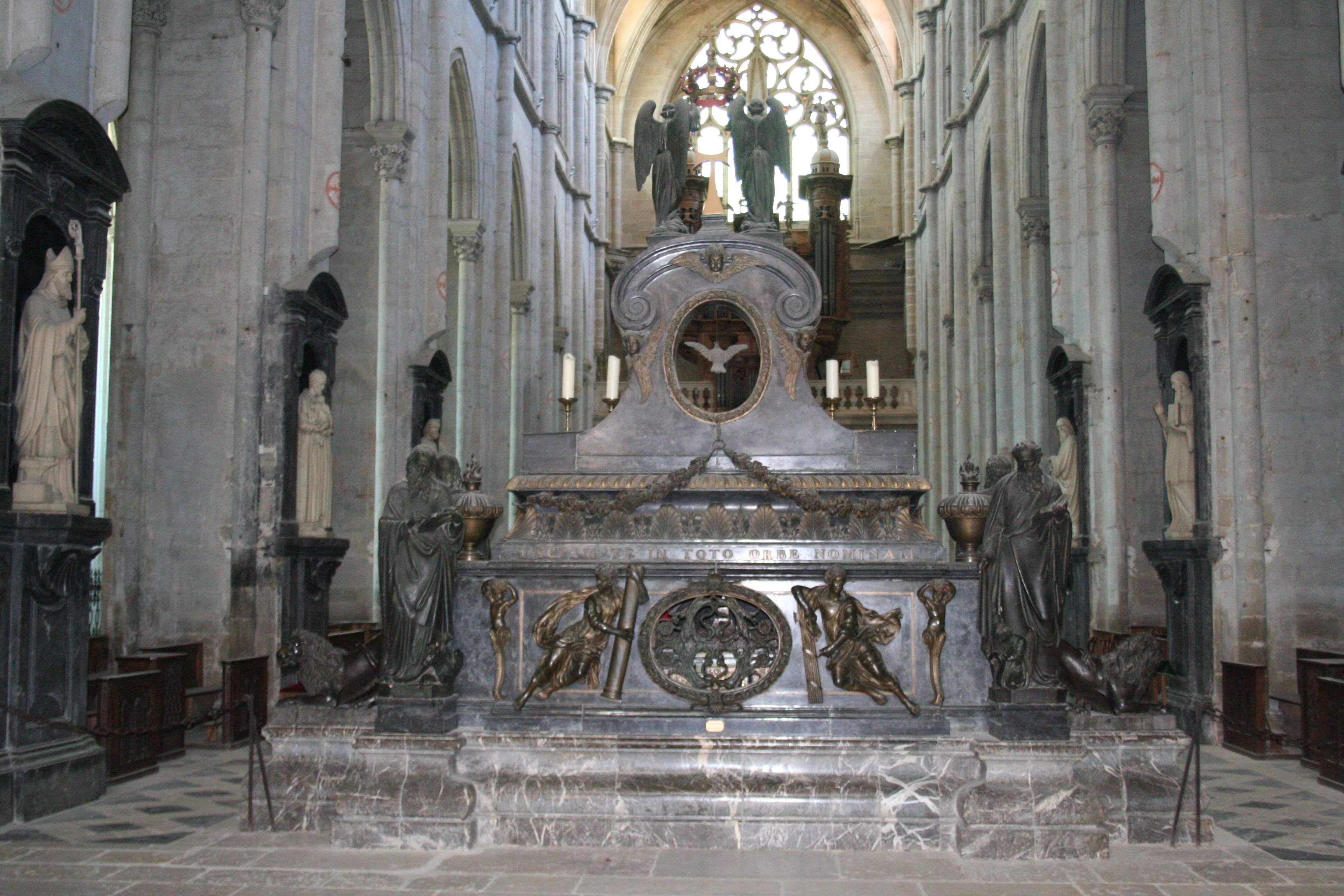
Maître-autel de l'abbatiale Saint-Antoine.
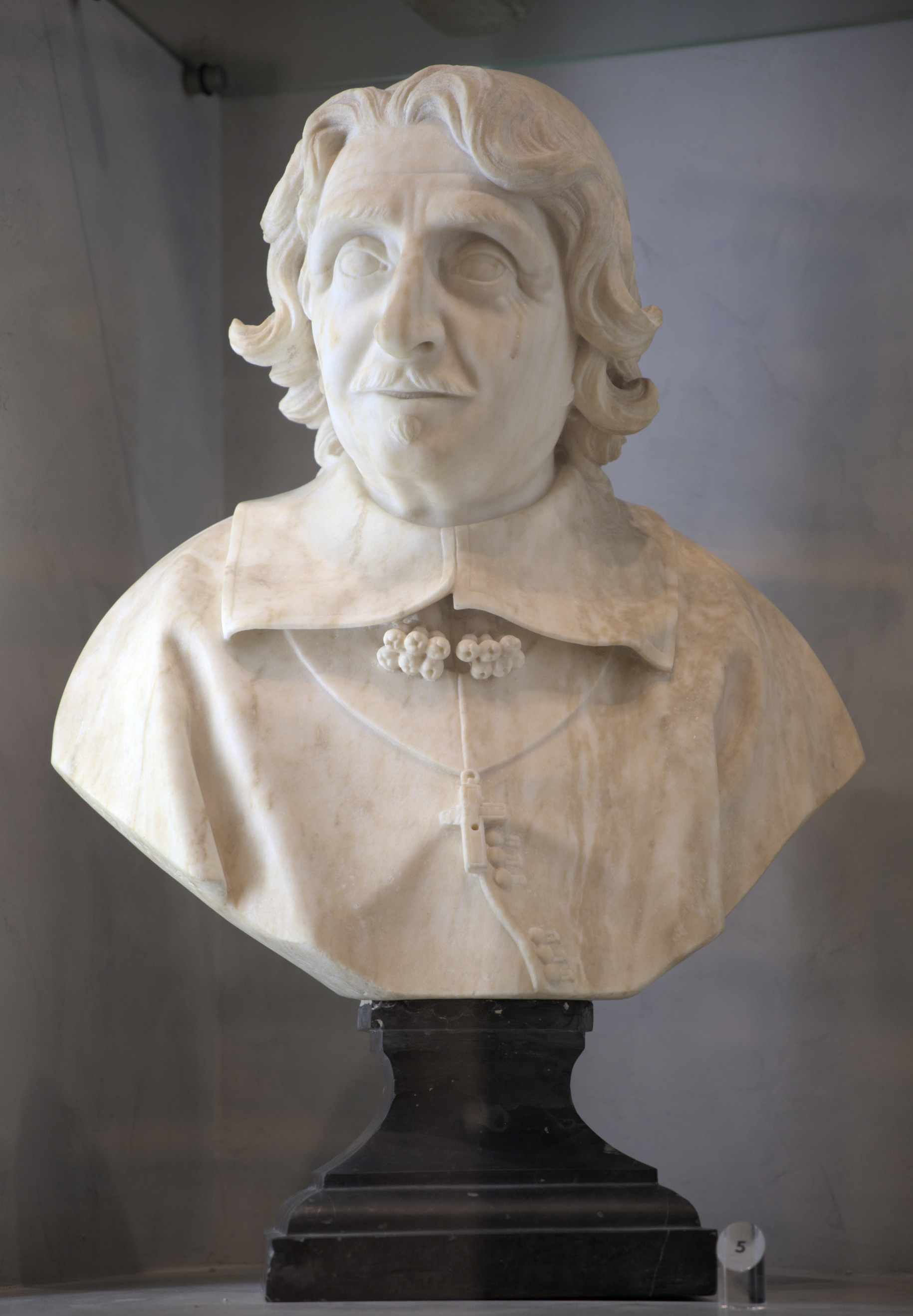
Buste de Camille de Neuville de Villeroy.

## Sources
- Archives municipales de Lyon, Série des fonds privés, cote 1 II 113, « Feuillets Jacques Mimerel, sculpteur-médailleur »